# Halloween (série de films)
Pour les articles homonymes, voir Halloween (homonymie).
 Pour plus de détails, voir Fiche technique et Distribution
Halloween est une franchise de films d'horreur qui se compose principalement de treize films et de divers produits dérivés.
Initiée en 1978 par John Carpenter avec Halloween : La Nuit des masques, la franchise est centrée autour du personnage de Michael Myers, tueur psychopathe masqué qui commet des meurtres lors de la nuit d'Halloween. Mais une spécificité de cette saga réside dans la place importante accordée à des figures fortes faisant face au tueur : son psychiatre, le docteur Samuel Loomis, ainsi que l'une de ses victimes devenant son ennemie jurée, Laurie Strode, souvent présentée comme la véritable vedette de la plupart des volets dans lesquels elle apparaît.
Le film original de Carpenter est, à sa sortie, un véritable phénomène aux États-Unis ainsi que dans le monde entier et popularise la mode du slasher, déjà en plein essor grâce à des films comme Black Christmas de Bob Clark et Massacre à la Tronçonneuse de Tobe Hooper. Le succès financier du film est tel que la formule scénaristique de celui-ci est reprise par de nombreux autres films, comme la franchise Vendredi 13.
Entre 1981 et 2002, de nombreuses suites sont produites. Globalement mal accueillies par la critique comme par le public, elles se contredisent régulièrement entre elles, avec plusieurs chronologies cohabitant dans la série. Malgré ces fortunes diverses, Halloween s'impose comme l'une des franchises horrifiques les plus célèbres, prolifiques et anciennes du cinéma. Elle s'est aussi déclinée en jeux vidéo, en bandes dessinées, en romans et en divers produits dérivés.
En 2007 et 2009, Rob Zombie réalise Halloween, un remake, puis sa suite Halloween 2. Ces films s'inspirent très librement de l'original de Carpenter tout en injectant plus de violence graphique et en créant une nouvelle mythologie autour du tueur au masque. Clivants, ces films relancent toutefois l'intérêt du public pour la saga.
Entre 2018 et 2022, la saga opère un retour aux sources avec une nouvelle trilogie produite par John Carpenter et réalisée par David Gordon Green : Halloween, Halloween Kills et Halloween Ends. Ignorant les suites précédentes, ces films doivent apporter une conclusion au combat à mort entre Michael Myers et Laurie Strode, à nouveau jouée par son interprète historique Jamie Lee Curtis, quarante ans après leur première rencontre. Halloween renoue ici avec le succès critique et plus encore commercial, ces films étant les plus rentables de la franchise.

## Récapitulatif des films
| #  | Titre français                                | Titre original                            | Réalisation              | Scénario                                                            | Production / Production délégué | Date de sortie                   |
| -- | --------------------------------------------- | ----------------------------------------- | ------------------------ | ------------------------------------------------------------------- | --- | -------------------------------- |
| 1  | Halloween : La Nuit des masques               | Halloween                                 | John Carpenter           | John Carpenter et Debra Hill                                        | John Carpenter (non crédité), Debra Hill, Moustapha Akkad et Irwin Yablans | 25 octobre 1978 14 mars 1979     |
| 2  | Halloween 2                                   | Halloween 2                               | Rick Rosenthal           | John Carpenter et Debra Hill                                        | John Carpenter, Debra Hill, Moustapha Akkad, Irwin Yablans, Joseph Wolf et Dino De Laurentiis                                                                                                | 30 octobre 1981 16 juin 1982     |
| 3  | Halloween 3 : Le Sang du sorcier              | Halloween 3: Season of the Witch          | Tommy Lee Wallace        | Tommy Lee Wallace / Nigel Kneale et John Carpenter (non crédités)   | John Carpenter, Debra Hill, Moustapha Akkad, Irwin Yablans, Joseph Wolf et Dino De Laurentiis                                                                                                | 22 octobre 1982 9 mars 1983      |
| 4  | Halloween 4 : Le Retour de Michael Myers      | Halloween 4: The Return of Michael Myers  | Dwight H. Little         | Alan B. McElroy, Danny Lipsius, Larry Rattner et Benjamin Ruffner   | Paul Freeman et Moustapha Akkad | 21 octobre 1988 9 mai 1990       |
| 5  | Halloween 5 : La Revanche de Michael Myers    | Halloween 5: The Revenge of Michael Myers | Dominique Othenin-Girard | Dominique Othenin-Girard, Michael Jacobs et Shem Bitterma           | Ramsey Thomas et Moustapha Akkad | 25 octobre 1989 28 novembre 1990 |
| 6  | Halloween 6 : La Malédiction de Michael Myers | Halloween: The Curse of Michael Myers     | Joe Chappelle            | Daniel Farrands                                                     | Paul Freeman et Moustapha Akkad | 29 septembre 1995 10 mars 1998   |
| 7  | Halloween, 20 ans après                       | Halloween H20: Twenty Years Later         | Steve Miner              | Robert Zapia et Matt Greeberg                                       | Paul Freeman et Moustapha Akkad | 7 août 1998 9 décembre 1998      |
| 8  | Halloween : Resurrection                      | Halloween : Resurrection                  | Rick Rosenthal           | Larry Band et Sean Hood                                             | Paul Freeman et Moustapha Akkad | 12 juillet 2002 30 octobre 2002  |
| 9  | Halloween                                     | Halloween                                 | Rob Zombie               | Rob Zombie                                                          | Rob Zombie, Andy Gould, Malek Akkad, Bob et Harvey Weinstein et Matthew Stein | 31 août 2007 10 octobre 2007     |
| 10 | Halloween 2                                   | Halloween 2                               | Rob Zombie               | Rob Zombie                                                          | Rob Zombie, Andy Gould, Malek Akkad, Bob et Harvey Weinstein, Matthew Stein et Andy La Marca                                                                                                 | 28 août 2009 31 mars 2010        |
| 11 | Halloween                                     | Halloween                                 | David Gordon Green       | David Gordon Green, Danny McBride et Jeff Fradley                   | Malek Akkad, Jason Blum, Bill Block, John Carpenter, David Gordon Green, Danny McBride, Jamie Lee Curtis, David Thwaites, Zanne Devine, Ryan Freimann, Jeanette Volturno et Couper Samuelson | 19 octobre 2018 24 octobre 2018  |
| 12 | Halloween Kills                               | Halloween Kills                           | David Gordon Green       | David Gordon Green, Danny McBride et Scott Teems                    | Malek Akkad, Jason Blum, Bill Block, John Carpenter, David Gordon Green, Danny McBride, Jamie Lee Curtis, Bob Osher, Andrew Golov, Ryan Freimann, Jeanette Volturno et Couper Samuelson      | 15 octobre 2021 20 octobre 2021  |
| 13 | Halloween Ends                                | Halloween Ends                            | David Gordon Green       | David Gordon Green, Danny McBride, Paul Brad Logan et Chris Bernier | Malek Akkad, Jason Blum, Bill Block, John Carpenter, David Gordon Green, Danny McBride, Jamie Lee Curtis, Ryan Freimann, Ryan Turek, Christopher H. Warner, Andrew Golov et Thom Zadra       | 14 octobre 2022 12 octobre 2022  |

## Production

### Le film culte de John Carpenter (1978)

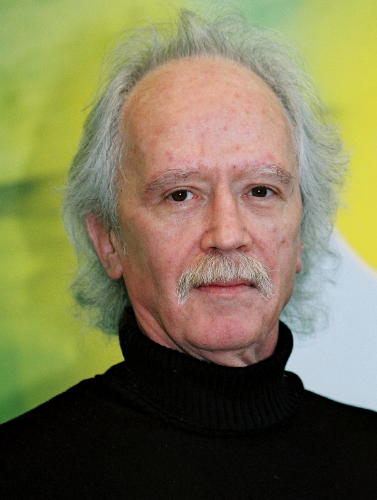
John Carpenter en 2001.

C'est après avoir terminé son deuxième film, Assaut, que John Carpenter est sollicité par les producteurs Irwin Yablans et Moustapha Akkad pour réaliser un film sur un tueur de baby-sitters. Le film doit alors se nommer The Babysitter Murders mais Carpenter a l'idée de placer l'action du film durant la nuit de la fête d'Halloween et, ainsi, d'appeler le film de la même manière.
En plus de la réalisation du film, Carpenter se charge aussi d'écrire le scénario, en compagnie de sa petite amie de l'époque, Debra Hill. Hill déclare dans une interview : « L'idée était que vous ne pouvez pas tuer le mal [...] et John est arrivé avec cette idée d'une ville avec un sombre secret. Quelqu'un de mauvais a vécu là-bas, et, maintenant, le mal revient. » Le scénario raconte ainsi l'histoire d'un enfant de six ans, Michael Myers, qui tua sa sœur durant la nuit d'Halloween. Quinze ans plus tard, il s'évade de l'asile psychiatrique où il était interné pour revenir chez lui. Son psychiatre, le docteur Loomis, est la seule personne qui connait réellement le danger que représente Myers. Toujours pendant la nuit d'Halloween, Myers traque un groupe de jeunes filles.
Le faible budget du film ne permet pas d'avoir de grandes vedettes de cinéma, à l’exception de Donald Pleasence, qui est le troisième choix de Carpenter pour le rôle du docteur Loomis après Peter Cushing et Christopher Lee, deux grandes star du cinéma d’épouvante de l'époque. Pour le rôle de Laurie Strode, Carpenter mise sur une jeune actrice inconnue, Jamie Lee Curtis, la fille de Tony Curtis et Janet Leigh, la vedette de Psychose d'Alfred Hitchcock.
Halloween : La Nuit des masques est tourné en seulement 21 jours dans le sud de Pasadena et la Sierra Madre en Californie. Malgré un budget très serré, Carpenter choisit de tourner le film au format 2.35 pour obtenir un format cinéma plus large. Le maigre budget oblige l'équipe à réutiliser beaucoup d’accessoires lors de différentes scènes, les acteurs doivent aussi utiliser leurs propres vêtements pendant toute la durée du tournage.
Le masque du tueur est une customisation d'un masque du capitaine Kirk, interprété par William Shatner dans Star Trek. La musique du film est composée par Carpenter lui-même au piano en signature rythmique.
Le film est considéré comme l'un des films indépendants les plus rentables de l'histoire. Pour un budget de 325 000 $, le film rapporte 70 000 000 $ dans le monde entier. Le succès du film est tel que bon nombre de studios lancent à leur tour des films à petit budget avec pour thème des meurtriers qui sévissent à l'arme blanche. Le plus célèbre d'entre eux est Vendredi 13, dont les producteurs n'ont jamais caché avoir fait le film pour profiter du succès d'Halloween.

### Les premières suites (1981-1982)
Après le succès du premier film, les droits de la franchise sont vendus à Dino de Laurentiis dans le but de produire deux films. Carpenter est alors approché pour réaliser le film mais celui-ci refuse. Il accepte néanmoins d'écrire le scénario, toujours avec Debra Hill. C'est le jeune Rick Rosenthal qui est choisi pour mettre en scène Halloween 2. L'histoire se déroule lors de la même nuit que le précédent film. Laurie, toujours interprété par Jamie Lee Curtis, est emmenée à l'hôpital pour guérir ses blessures. Mais Michael Myers continue de la poursuivre et accumule ainsi les meurtres. Carpenter trouve l'idée de lier les personnages de Laurie et de Michael par un lien familial. Pendant le film, on découvre alors que Michael Myers est le frère de Laurie et que Myers veut ainsi finir de décimer toute sa famille.
Dans le but de rendre le film plus dynamique, violent et surtout plus effrayant, Carpenter prend la décision de réaliser lui-même de nouvelles scènes lors de la post-production. Carpenter déclare : « C'est une longue, longue histoire. Il s'agit là d'un projet où je suis venu à la suite de nombreuses pressions. Je n'ai eu aucune influence sur la réalisation du film. J'ai eu une influence dans la post-production. J'ai vu la première version d'Halloween 2, et ce n'était pas effrayant. Il faisait à peu près peur comme Quincy. Donc, nous avons dû faire quelques modifications dans la post-production. » Même si ces ajouts ne conviennent pas à Rosenthal, Halloween 2 sort en 1981 aux États-Unis et est tout de même un succès au box-office américain, rapportant 25 533 818 $ pour un budget de 2 500 000 $.
Halloween 2 étant un succès au box-office, les producteurs lancent tout naturellement le projet d'un Halloween 3. John Carpenter et Debra Hill acceptent de travailler sur le film à condition que celui-ci ne soit pas une suite à Halloween 2. Cette fois, le duo se contente de produire le film, sans participer au scénario. Carpenter se charge néanmoins de composer la musique du film avec, comme pour Halloween 2, l'aide du compositeur Alan Howarth. Carpenter a alors l'idée de faire en sorte que chaque nouveau film raconte une histoire différente et indépendante des autres films, à la manière d'une anthologie. C'est Tommy Lee Wallace, un proche collaborateur de Carpenter qui a officié en tant que directeur artistique sur le premier film, qui accepte de réaliser Halloween 3 : Le Sang du sorcier.
Pour le scénario, Carpenter fait appel à Nigel Kneale. Selon Kneale, son scénario n'est pas composé d'« horreur pure » et certaines divergences avec la production le conduisent à quitter le film. Wallace se charge alors de réviser le script de Kneale, qui refuse ainsi que son nom apparaisse au générique, avec l'aide de Carpenter. L'histoire de Kneale est restée la même dans les grandes lignes : Des masques, prévus pour tuer ceux qui les portent la nuit d'Halloween, sont vendus aux quatre coins des États-Unis. Halloween 3 : Le Sang du sorcier sort seulement un an après Halloween 2 et, avec un budget similaire à son prédécesseur (2 500 000 $), rapporte seulement 14 400 000 $ au box-office américain, soit plus de dix millions de moins qu'Halloween 2.

### Le retour de Michael Myers (1988-1995)

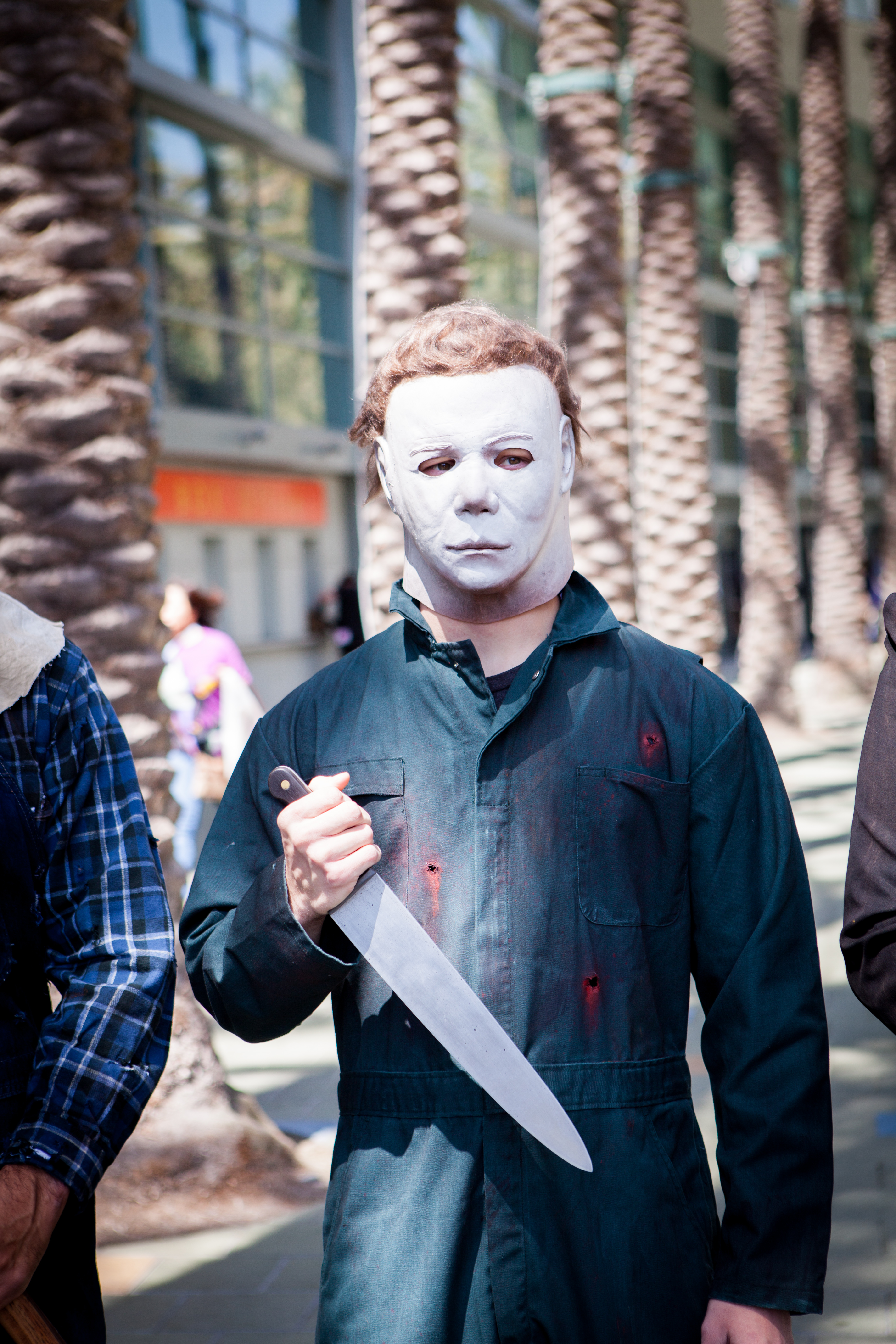
Cosplay de Michael Myers.

Après l'échec financier d'Halloween 3, le producteur Moustapha Akkad abandonne, pour un temps, l'idée d'une suite. C'est le producteur Paul Freeman qui a l'idée de ramener le tueur d'Halloween sur le devant de la scène. Il déclare : « Les deux premiers Halloween ont été de gros succès. Et les gens sont sortis du troisième en se demandant où Michael Myers pouvait bien être passé. » Akkad se laisse finalement convaincre par le potentiel d'un nouveau film. John Carpenter et Debra Hill sont approchés pour s'occuper du film, mais leur volonté de faire un film au caractère surnaturel et fantomatique ne plait pas à Akkad qui préfère qu'Halloween 4 marque le retour du classique tueur d'Halloween. C'est finalement le scénariste Alan B. McElroy qui est engagé pour écrire le scénario basé sur une histoire imaginé par lui-même, Danny Lipsius, Larry Rattner et Benjamin Ruffner.
Son scénario se situe dix ans après les événements d'Halloween 2 et se porte principalement sur Jamie Lloyd, la fille de Laurie Strode, qui doit vivre dans une famille d’accueil après la mort de sa mère. Mais Michael Myers, qui cherche toujours à éliminer tous les membres de sa famille, parvient à retrouver la trace de sa nièce. La réalisation du film est confiée à Dwight H. Little, un habitué des films d'action, qui choisit d'abandonner le style européen des trois premiers films pour adopter un style plus américain, privilégiant l'action. Bien que Jamie Lee Curtis refuse l'offre des producteurs pour reprendre son rôle, Donald Pleasence accepte, quant à lui, de reprendre le rôle du docteur Loomis. La petite Jamie est incarné par la jeune Danielle Harris, qui était alors en concurrence avec Melissa Joan Hart. Halloween 4 : Le Retour de Michael Myers sort en 1988 et est un succès au box-office avec 17 768 757 $ rapportés aux États-Unis.
Quelques mois après la sortie d'Halloween 4, le producteur Moustapha Akkad s'empresse de commencer la mise en chantier d'Halloween 5. Le but du producteur est de sortir le film l'année suivante, en octobre 1989. C'est le réalisateur Dominique Othenin-Girard qui est chargé de mettre en scène le 5e volet de la série. La première version du scénario est écrite par Shem Bitterman, qui a l'idée de faire de Jamie un personnage maléfique, pour correspondre à la fin du précédent film. Mais Akkad n'aime pas l'idée et engage le scénariste  Michael Jacobs pour retravailler le scénario. Dominique Othenin-Girard s'emploie aussi à réécrire de nouvelles scènes. À cause des délais de production beaucoup trop serrés, le film entre en tournage alors que le scénario n'est pas encore terminé. Le scénario final montre la petite Jamie Lloyd, atteinte de mutisme, développant un lien particulier avec son oncle, Michael Myers. Le docteur Loomis compte utiliser ce lien pour arrêter le monstre une fois pour toutes.
Lors du tournage, certaines tensions entre le réalisateur et le producteur Moustapha Akkad se font sentir, notamment à cause de la scène où Michael est recueilli par un ermite. La première version tournée par le réalisateur montre un jeune ermite qui recueille Myers chez lui. Akkad n'aime pas la scène, il envoie donc une deuxième équipe réaliser une nouvelle scène avec, cette fois, un vieil homme et un perroquet. Le réalisateur, totalement étranger aux changements, prend connaissance de ces nouvelles scènes qu'après leurs réalisations. Avec seulement 11 642 254 $ au box-office américain, les recettes d'Halloween 5 : La Revanche de Michael Myers déçoivent les attentes des producteurs. Il est le film de la franchise qui a le moins rapporté d'argent aux États-Unis.
Après de nombreuses batailles juridiques, les droits de la franchise sont rachetés par les frères Bob et Harvey Weinstein via leurs sociétés de production et de distribution Dimension Films / Miramax. Ils lancent, en 1994, l'idée de produire un 6e volet à la série. Moustapha Akkad est alors à la recherche d'un scénariste et c'est Daniel Farrands, fan de longue date de la série, qui est choisi. Farrands s'emploie à expliquer les différentes zones d'ombres laissées par Halloween 5, comme la marque au poignet de Myers et le mystérieux homme en noir qui apparait à la fin du film. Pour la réalisation, c'est Joe Chappelle qui est choisi par Dimension Films pour mettre en scène Halloween 6. Au même moment, Chappelle réalise aussi des scènes additionnelles pour le film Hellraiser: Bloodline, toujours pour le compte de Dimension Films, après le départ de Kevin Yagher. Le scénario de Dan Farrands se situe six ans après les événements du précédent film et voit le retour de Tommy Doyle, l'enfant gardé par Laurie dans le premier film, qui guette le retour de Michael Myers. Une secte adoratrice de Myers donne, quant à elle, naissance à un enfant de Michael via une fécondation in vitro avec sa nièce Jamie.
Brian Andrews, qui interprète le jeune Tommy dans Halloween : La Nuit des masques est d'abord envisagé par la production pour reprendre son rôle adulte mais n'ayant pas d'agent artistique, il est totalement introuvable et le rôle est donc attribué à Paul Rudd. Pour le rôle de Jamie Lloyd, Danielle Harris est aussi envisagé pour reprendre son rôle. Mais en raison de nombreux désaccords, portant sur le salaire de l'actrice et sur le meurtre de son personnage, elle est remplacée par J. C. Brandy. Pour des raisons de restrictions budgétaires, le scénario se voit de nombreuses fois remanié par les producteurs. Donald Pleasence, l'interprète du docteur Loomis, meurt lors d'une opération cardiaque peu de temps après le tournage. Une première version du film est montrée au public lors d'une projection test. À la suite des réactions de la projections, pour la plupart mitigés, le studio décide de retourner de nouvelles scènes. Halloween 6 : La Malédiction de Michael Myers sort en 1995 et rapporte 15 116 634 $ au box office américain. La première version du film, plus proche du scénario original et appelée Producer's cut, circule pendant de nombreuses années illégalement sur internet avant d'être enfin disponible officiellement en 2014.

### Vingtième anniversaire (1998-2002)
Même si Halloween 6 a rapporté plus d'argent qu'Halloween 5 au box-office, les résultats sont tout de même considérés comme modestes pour les producteurs. En 1996, Dimension Films produit le film Scream, réalisé par Wes Craven, qui est un véritable succès au box-office avec 173 046 663 $ récolté dans le monde. Motivé par ce succès, c'est sans attendre que les frères Weinstein appellent le scénariste de Scream, Kevin Williamson, pour travailler sur le 7e Halloween. Williamson, fan du premier film, accepte d'écrire un traitement de sept pages pour Halloween 7. Son traitement prévoit de faire suite à Halloween 6 avec le retour de Laurie Strode, qui s'est fait passer pour morte afin d'échapper à Myers. Dans son traitement, Williamson fait référence à la fille de Laurie, Jamie Lloyd et aux événements des trois derniers Halloween. Mais les scénaristes Robert Zapia et Matt Greenberg sont ensuite engagés pour écrire le scénario et l'idée de garder une continuité avec les précédents films est abandonnée. Les événements d'Halloween, 20 ans après se placent donc 20 ans après ceux d'Halloween 2 et ignorent l'histoire des épisodes 4, 5 et 6. Quelques éléments du traitement de Williamson sont tout de même conservés. Laurie se fait toujours passer pour morte et se nomme à présent Keri Tate pour éviter que son frère ne la retrouve.
Pendant ce temps, l'actrice Jamie Lee Curtis réfléchit à la façon de fêter le 20e anniversaire d'Halloween : La Nuit des masques. Elle en discute avec Williamson et trouve que faire revenir le personnage de Laurie Strode vingt ans après est une bonne idée. Curtis essaie de convaincre John Carpenter et Debra Hill de travailler sur ce film anniversaire. Mais, en raison d'un emploi du temps trop chargé et, surtout, d'une demande de salaire beaucoup trop élevée, Carpenter et Hill refusent l'invitation. Le réalisateur Steve Miner est alors engagé pour mettre en scène Halloween, 20 ans après. Afin d’harmoniser visuellement le film avec les deux premiers, le format 35 mm est réutilisé. Avec un budget de 17 000 000 dollars, Halloween, 20 ans après est le film le plus coûteux de toute la franchise. Le film sort tout juste vingt ans après le film original et est un énorme succès au box-office en rapportant 73 000 000 $ dans le monde entier.
Après l'énorme succès d'Halloween, 20 ans après, le producteur Moustapha Akkad cherche à produire un 8e film de la série. Les dirigeants de Miramax ont alors l'idée de faire un film sans Michael Myers. Mais à la suite d'un sondage publié sur le site officiel de la franchise, laissant la parole aux fans d'Halloween, les producteurs prennent connaissance du fait que les fans réclament le retour de Michael Myers. Le scénariste Larry Brand est engagé pour écrire le film, qui se nomme provisoirement Halloween: MichaelMyers.com, et est ensuite rejoint par Sean Hood. Leur scénario s'inscrit alors parfaitement dans son époque, avec l’avènement d'internet et les débuts de la télé-réalité. L'histoire se porte sur une émission de télé-réalité se situant dans la maison d'enfance de Michael Myers. Les participants doivent rester dans la maison pendant toute la nuit d'Halloween.
Whitney Ransick et Dwight H. Little, déjà réalisateur d'Halloween 4 : Le Retour de Michael Myers, sont approchés par la production pour mettre en scène le 8e film titré pour un temps Halloween: The Homecoming, mais les deux réalisateurs refusent l'offre. C'est finalement Rick Rosenthal, déjà réalisateur d'Halloween 2, qui est choisi par la production. Jamie Lee Curtis est contractuellement obligée de faire une apparition dans le film et émet l'idée de faire mourir son personnage pour en finir une bonne fois pour toutes avec Halloween. Les producteurs voulant un titre explicite sur le retour de Michael Myers, le film est nommé officiellement Halloween : Resurrection au début de l'année 2002. Pour le tournage, la maison originale de Myers est reproduite à l'identique dans un studio. Rosenthal se dit terriblement enthousiaste à l'idée que les personnages du film portent tous une mini-caméra sur eux. D'abord prévue pour sortir en 2000, puis en 2001, Halloween: Resurrection sort finalement aux États-Unis en 2002 et ne réussit pas à égaler les recettes de son prédécesseur en rapportant 37 664 855 $ dans le monde.

### La vision de Rob Zombie (2007-2009)

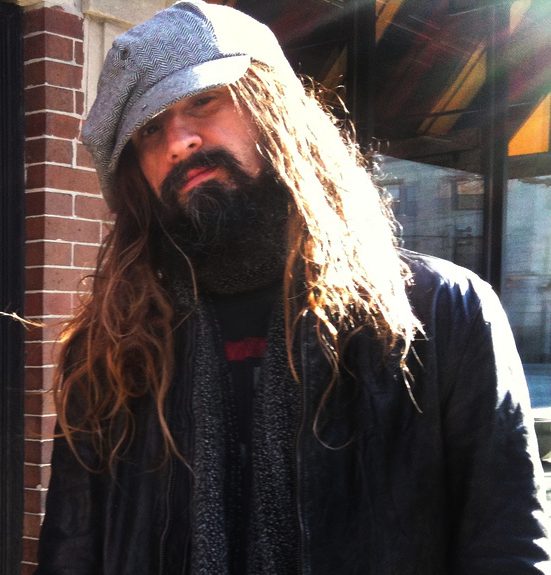
Rob Zombie en 2009.

Après Halloween : Resurrection, les frères Weinstein et Moustapha Akkad tentent de trouver un moyen intelligent pour continuer la franchise. Le projet de préquelle à la saga voit alors le jour. Le projet Halloween: The Missing Years doit suivre les années d’internements de Michael Myers à l’hôpital psychiatrique. Mais la mort de Moustapha Akkad, producteur de la franchise depuis le premier film, met un terme au projet. Plus tard, son fils, Malek Akkad, reprend le flambeau et commence à travailler sur un nouveau film. Le réalisateur Oliver Stone doit alors s'occuper du 9e Halloween. Mais il renonce finalement et les producteurs se tournent vers Rob Zombie, dont son deuxième film, The Devil's Rejects, rencontre un succès critique, pour écrire et réaliser un neuvième Halloween. Zombie accepte la proposition à la seule condition de pouvoir raconter sa propre histoire et d'imposer sa vision du film tout en restant fidèle à l'original. Le réalisateur et scénariste ne veut pas se contenter de faire une énième suite à Halloween : La Nuit des masques et choisit donc d'opter pour un remake avec une partie préquelle. Pour l'écriture de la partie préquelle, Zombie cherche à faire ressembler Myers à un vrai psychopathe en se basant sur des cas d'enfants psychopathes pour essayer d'analyser comment des troubles du comportement les affectent au jour le jour. Toute la partie où Myers bascule lentement dans l'horreur sert à expliquer ce qui mène à une tragédie. Ensuite, ce sont les années d'internement à l'asile qui sont développées. Pour finir, la troisième partie se concentre sur la traque de Laurie Strode à Haddonfield.
Zombie prend plaisir à approfondir la première moitié du film, qui montre des éléments qui ne sont pas exploités dans le film de Carpenter La volonté de Zombie est d'essayer de rendre le spectateur malade avec des scènes de meurtres réalistes et troublantes, sans utiliser des effets gore inutiles. Pour ce faire, Rob Zombie et Phil Parmet, le directeur de la photographie, choisissent de présenter certaines scènes comme quelque chose de très violent et viscéral, à la manière d'un documentaire. Au niveau du casting, Zombie choisit Malcolm McDowell pour le rôle du docteur Loomis McDowell n'a jamais vu un seul Halloween de sa vie et préfère, pour le tournage, que cela reste ainsi pour ne pas être tenter d'imiter le jeu de Donald Pleasence. Laurie Strode est, quant à elle, incarnée par la jeune Scout Taylor-Compton, qui est le premier choix du réalisateur. Danielle Harris, l'actrice qui incarne Jamie Lloyd dans Halloween 4 et 5, est choisie pour le rôle d'Annie Brackett. Sheri Moon Zombie, la compagne du réalisateur, incarne le rôle de Deborah Myers, la mère de Michael Myers. Halloween sort en 2007 et est un succès au box-office en rapportant 80 253 908 $ dans le monde. Sans prendre en compte l'inflation, Halloween version 2007 est l'un des films de la franchise qui rapporte le plus d'argent aux États-Unis et dans le monde, après le film de 2018.
Après l'énorme succès d'Halloween au box-office, les producteurs ne tardent pas à lancer la pré-production d'une suite. Le duo de réalisateur français Julien Maury et Alexandre Bustillo est approché par la production pour écrire et réaliser Halloween 2. Mais alors que Rob Zombie déclare qu'il ne reviendra pas pour un deuxième film, il change d'avis fin 2008 et annonce qu'il s'occupe dorénavant de l'écriture et la réalisation de la suite. En réalité, pour le premier film, Zombie a signé un engagement pour produire deux films avec Dimension Films et compte proposer, en guise de deuxième film, son projet Tyrannosaurus Rex. Mais les producteurs refusent, le poussant d'une certaine manière à revenir sur Halloween. Avec Halloween 2, Zombie ne se sent plus contraint de respecter une certaine ambiance propre aux premiers films de la saga, comme pour le précédent, car il peut maintenant être libre de faire son propre film avec sa propre ambiance. Rob Zombie n'aime pas réaliser deux fois le même film, il s'emploie donc à faire d'Halloween 2 un film très différent du premier, prenant d'énormes libertés avec les codes de la franchise. Zombie déclare : « Nous avons parfois le sentiment de ne pas réaliser un Halloween. Nous n'essayons pas de donner aux gens ce qu'ils attendent. Au contraire, même. Je voulais réinventer Michael Myers, un personnage que l'on a déjà vu 2 000 fois via toutes ces suites. »
Dans son scénario, Zombie bouscule les habitudes des fans de la franchise. Les personnages de Michael Myers, Laurie Strode et du docteur Loomis subissent les changements les plus radicaux. Myers porte maintenant un manteau de sans abris avec une capuche, Laurie adopte un style « punk rock » et le docteur Loomis est maintenant un homme d'affaires égoïste et imbu de lui-même. Le traitement du personnage de Loomis est directement inspiré de Vincent Bugliosi, le procureur chargé de l'affaire Charles Manson. Myers et Laurie ont aussi des visions de leur mère morte, Deborah Myers, qui déambule accompagné d'un cheval blanc. La version Director's cut du film va même jusqu'à faire parler Myers, habituellement muet. Les liens entre Laurie et Michael sont aussi beaucoup plus développés que dans le film précédent. Dans le but de retranscrire une ambiance beaucoup moins propre que sur le premier film, Zombie choisit d'utiliser le format 16 mm, qui possède un rendu plus granuleux. Des tensions entre Zombie et les frères Weinstein se font sentir pendant le tournage, comme lorsque Zombie soumet le souhait de nommer son film The Devil Walks Among Us, un souhait rejeté par les producteurs. Car, même si Zombie possède un énorme pouvoir de décisions sur le film, il doit néanmoins batailler avec les Weinstein pour faire valider de nombreux choix quant au scénario et à la réalisation. Halloween 2 sort en 2009 et ne réussit pas à atteindre le succès de son prédécesseur en rapportant 39 421 467 $ dans le monde.

### Retour aux sources (2018-2022)
Même si Halloween 2 rapporte moins d'argent que son prédécesseur, Dimension Films ne tarde pas à mettre en chantier une suite aux films de Rob Zombie, en 3D. Todd Farmer et Patrick Lussier sont choisis pour s'occuper réciproquement de l'écriture et de la réalisation d'Halloween 3D. Mais le projet est finalement annulé, les frères Weinstein ne voulant plus faire une suite aux Halloween de Zombie. Plus tard, le studio Dimension Films annonce la mise en chantier d'un nouveau film, nommé Halloween Returns, qui prend sa place dans la saga originale pour situer son action après les événements du Halloween 2 de 1981 réalisé par Rick Rosenthal. Patrick Melton et Marcus Dunstan sont alors chargés d'écrire le scénario du film, Dunstan est aussi choisi pour le réaliser. Mais, fin 2015, le studio de production Dimension Films perd les droits de la franchise Halloween et le projet d'Halloween Returns est annulé. Plus tard, en 2016, le site officiel annonce le partenariat entre les studios Miramax, Trancas international Films et Blumhouse Productions pour produire un nouveau film. John Carpenter revient ensuite en tant que producteur délégué David Gordon Green, Danny McBride et Jeff Fradley sont choisis pour écrire le nouvel Halloween Green s'occupe aussi de la réalisation du film Carpenter révèle que le nouveau film, sobrement titré Halloween, revient aux sources de la franchise en étant directement une suite à Halloween : La Nuit des masques et ignore tous les autres films existants.
Le scénario de la trilogie se situe quarante ans après le film original et voit le retour de Laurie Strode, incarnée de nouveau par Jamie Lee Curtis, qui se prépare à combattre une nouvelle fois le tueur d'Halloween. Les scénaristes déclarent vouloir faire le film qu'ils auraient voulu voir en tant que fans de la franchise, dont ils assurent avoir visionné toutes les suites pour essayer d'offrir la meilleure expérience possible pour les spectateurs. Ils décident aussi de supprimer le lien familial entre Michael et Laurie, introduit dans Halloween 2 par Carpenter, pour tenter d'aller dans une direction différente des autres suites et de redonner un aspect terrifiant aux agissements de Myers. Jamie Lee Curtis s'est laissé convaincre de lire le scénario par son ami Jake Gyllenhaal, qui a travaillé avec David Gordon Green sur le film Stronger et qui, selon lui, a été sa plus grande expérience professionnelle. Curtis déclare avoir ensuite accepté de participer au film après avoir lu les cinq ou six premières pages. Halloween sort en 2018, soit quarante ans après La Nuit des masques, et est un véritable succès en rapportant 255 498 536 $ dans le monde, ce qui en fait le plus gros succès de toute la franchise.
Le 19 juillet 2019, le site officiel annonce que deux nouveaux films Halloween seront réalisés en même temps par David Gordon Green. Le premier, Halloween Kills, sera écrit par Gordon Green, Danny McBride et Scott Teems et sortira le 16 octobre 2020. Le deuxième, Halloween Ends, sera écrit par Gordon Green, McBride, Paul Brad Logan et Chris Bernier, il sortira l'année suivante, le  15 octobre 2021. Néanmoins, les deux films sont reportés d'un an à cause de la pandémie de Covid-19.

## Chronologie
Depuis Halloween : La Nuit des masques, sorti en 1978, dix autres Halloween sont produits pour faire plus ou moins suite au film original. Certains films se placent directement après les événements du premier film, comme Halloween 2 (1981). Néanmoins, Halloween 3 (1982) n'est pas la suite des deux premiers. C'est un film autonome qui ne se place dans aucune ligne chronologique. Halloween 4 (1988), Halloween 5 (1989) et Halloween 6 (1995) font suite aux événements de Halloween 2. Pour le 20e anniversaire de la franchise, les scénaristes décident de produire un septième film, Halloween, 20 ans après (1998), qui oublie volontairement les précédents films pour se situer après les événements de Halloween 2. Halloween : Resurrection (2002) est la suite de ce dernier. La franchise repart ensuite de zéro avec Halloween (2007) qui est un remake du film original. Halloween 2 (2009) est la suite de celui-ci. Un onzième film, Halloween (2018), prend place chronologiquement quarante ans après les événements du premier film de 1978 tout en oubliant absolument tous les autres films réalisés entre-temps.
|                                                                                        |                                                                                        |                                                                                        |                                                                                        | | | | | Film initial                                                                                                 | |                                                         |                                                         |                                                         |                                                         |  |  | | | | | | |  |  |  |  |  |  |  |  |  |  |  |  |  |  |  |  |
|                                                                                        |                                                                                        |                                                                                        |                                                                                        | | | | | | |                                                         |                                                         |                                                         |                                                         |  |  | | | | | | |  |  |  |  |  |  |  |  |  |  |  |  |  |  |  |  |
|                                                                                        |                                                                                        |                                                                                        |                                                                                        | | | | | Halloween : La Nuit des masques (1978)                                                                       | |                                                         |                                                         |                                                         |                                                         |  |  | | | | | | |  |  |  |  |  |  |  |  |  |  |  |  |  |  |  |  |
|                                                                                        |                                                                                        |                                                                                        |                                                                                        | | | | | | |                                                         |                                                         |                                                         |                                                         |  |  | | | | | | |  |  |  |  |  |  |  |  |  |  |  |  |  |  |  |  |
|                                                                                        |                                                                                        |                                                                                        |                                                                                        | | | | | | |                                                         |                                                         |                                                         |                                                         |  |  | | | | | | |  |  |  |  |  |  |  |  |  |  |  |  |  |  |  |  |
|                                                                                        |                                                                                        |                                                                                        |                                                                                        | Suites de 1981 - 2002 Laurie Strode est la sœur de Michael Myers, qui recommence immédiatement à la traquer. | Suites de 1981 - 2002 Laurie Strode est la sœur de Michael Myers, qui recommence immédiatement à la traquer. | Suites de 1981 - 2002 Laurie Strode est la sœur de Michael Myers, qui recommence immédiatement à la traquer. | Suites de 1981 - 2002 Laurie Strode est la sœur de Michael Myers, qui recommence immédiatement à la traquer. | Suites de 1981 - 2002 Laurie Strode est la sœur de Michael Myers, qui recommence immédiatement à la traquer. | Suites de 1981 - 2002 Laurie Strode est la sœur de Michael Myers, qui recommence immédiatement à la traquer. |                                                         |                                                         |                                                         |                                                         |  |  | Suites de 2018 - 2022 Laurie Strode n'a pas de lien de parenté avec Michael Myers, qui est arrêté et enfermé pendant 40 ans. | Suites de 2018 - 2022 Laurie Strode n'a pas de lien de parenté avec Michael Myers, qui est arrêté et enfermé pendant 40 ans. | Suites de 2018 - 2022 Laurie Strode n'a pas de lien de parenté avec Michael Myers, qui est arrêté et enfermé pendant 40 ans. | Suites de 2018 - 2022 Laurie Strode n'a pas de lien de parenté avec Michael Myers, qui est arrêté et enfermé pendant 40 ans. | Suites de 2018 - 2022 Laurie Strode n'a pas de lien de parenté avec Michael Myers, qui est arrêté et enfermé pendant 40 ans. | Suites de 2018 - 2022 Laurie Strode n'a pas de lien de parenté avec Michael Myers, qui est arrêté et enfermé pendant 40 ans. |  |  |  |  |  |  |  |  |  |  |  |  |  |  |  |  |
|                                                                                        |                                                                                        |                                                                                        |                                                                                        | Suites de 1981 - 2002 Laurie Strode est la sœur de Michael Myers, qui recommence immédiatement à la traquer. | Suites de 1981 - 2002 Laurie Strode est la sœur de Michael Myers, qui recommence immédiatement à la traquer. | Suites de 1981 - 2002 Laurie Strode est la sœur de Michael Myers, qui recommence immédiatement à la traquer. | Suites de 1981 - 2002 Laurie Strode est la sœur de Michael Myers, qui recommence immédiatement à la traquer. | Suites de 1981 - 2002 Laurie Strode est la sœur de Michael Myers, qui recommence immédiatement à la traquer. | Suites de 1981 - 2002 Laurie Strode est la sœur de Michael Myers, qui recommence immédiatement à la traquer. |                                                         |                                                         |                                                         |                                                         |  |  | Suites de 2018 - 2022 Laurie Strode n'a pas de lien de parenté avec Michael Myers, qui est arrêté et enfermé pendant 40 ans. | Suites de 2018 - 2022 Laurie Strode n'a pas de lien de parenté avec Michael Myers, qui est arrêté et enfermé pendant 40 ans. | Suites de 2018 - 2022 Laurie Strode n'a pas de lien de parenté avec Michael Myers, qui est arrêté et enfermé pendant 40 ans. | Suites de 2018 - 2022 Laurie Strode n'a pas de lien de parenté avec Michael Myers, qui est arrêté et enfermé pendant 40 ans. | Suites de 2018 - 2022 Laurie Strode n'a pas de lien de parenté avec Michael Myers, qui est arrêté et enfermé pendant 40 ans. | Suites de 2018 - 2022 Laurie Strode n'a pas de lien de parenté avec Michael Myers, qui est arrêté et enfermé pendant 40 ans. |  |  |  |  |  |  |  |  |  |  |  |  |  |  |  |  |
|                                                                                        |                                                                                        |                                                                                        |                                                                                        | Halloween 2 (1981)                                                                                           | Halloween 2 (1981)                                                                                           | Halloween 2 (1981)                                                                                           | Halloween 2 (1981)                                                                                           | Halloween 2 (1981)                                                                                           | Halloween 2 (1981)                                                                                           |                                                         |                                                         |                                                         |                                                         |  |  | Halloween (2018) | Halloween (2018) | Halloween (2018) | Halloween (2018) | Halloween (2018) | Halloween (2018) |  |  |  |  |  |  |  |  |  |  |  |  |  |  |  |  |
|                                                                                        |                                                                                        |                                                                                        |                                                                                        | Halloween 2 (1981)                                                                                           | Halloween 2 (1981)                                                                                           | Halloween 2 (1981)                                                                                           | Halloween 2 (1981)                                                                                           | Halloween 2 (1981)                                                                                           | Halloween 2 (1981)                                                                                           |                                                         |                                                         |                                                         |                                                         |  |  | Halloween (2018) | Halloween (2018) | Halloween (2018) | Halloween (2018) | Halloween (2018) | Halloween (2018) |  |  |  |  |  |  |  |  |  |  |  |  |  |  |  |  |
|                                                                                        |                                                                                        |                                                                                        |                                                                                        | | | | | | |                                                         |                                                         |                                                         |                                                         |  |  | | | | | | |  |  |  |  |  |  |  |  |  |  |  |  |  |  |  |  |
| Cycle de Jamie Lloyd Laurie Strode meurt, laissant derrière elle sa fille Jamie Lloyd. | Cycle de Jamie Lloyd Laurie Strode meurt, laissant derrière elle sa fille Jamie Lloyd. | Cycle de Jamie Lloyd Laurie Strode meurt, laissant derrière elle sa fille Jamie Lloyd. | Cycle de Jamie Lloyd Laurie Strode meurt, laissant derrière elle sa fille Jamie Lloyd. | Cycle de Jamie Lloyd Laurie Strode meurt, laissant derrière elle sa fille Jamie Lloyd.                       | Cycle de Jamie Lloyd Laurie Strode meurt, laissant derrière elle sa fille Jamie Lloyd.                       | | | Retour de Laurie Strode Laurie Strode a simulé sa mort.                                                      | Retour de Laurie Strode Laurie Strode a simulé sa mort.                                                      | Retour de Laurie Strode Laurie Strode a simulé sa mort. | Retour de Laurie Strode Laurie Strode a simulé sa mort. | Retour de Laurie Strode Laurie Strode a simulé sa mort. | Retour de Laurie Strode Laurie Strode a simulé sa mort. |  |  | | | | | | |  |  |  |  |  |  |  |  |  |  |  |  |  |  |  |  |
| Cycle de Jamie Lloyd Laurie Strode meurt, laissant derrière elle sa fille Jamie Lloyd. | Cycle de Jamie Lloyd Laurie Strode meurt, laissant derrière elle sa fille Jamie Lloyd. | Cycle de Jamie Lloyd Laurie Strode meurt, laissant derrière elle sa fille Jamie Lloyd. | Cycle de Jamie Lloyd Laurie Strode meurt, laissant derrière elle sa fille Jamie Lloyd. | Cycle de Jamie Lloyd Laurie Strode meurt, laissant derrière elle sa fille Jamie Lloyd.                       | Cycle de Jamie Lloyd Laurie Strode meurt, laissant derrière elle sa fille Jamie Lloyd.                       | | | Retour de Laurie Strode Laurie Strode a simulé sa mort.                                                      | Retour de Laurie Strode Laurie Strode a simulé sa mort.                                                      | Retour de Laurie Strode Laurie Strode a simulé sa mort. | Retour de Laurie Strode Laurie Strode a simulé sa mort. | Retour de Laurie Strode Laurie Strode a simulé sa mort. | Retour de Laurie Strode Laurie Strode a simulé sa mort. |  |  | | | | | | |  |  |  |  |  |  |  |  |  |  |  |  |  |  |  |  |
| Halloween 4 : Le Retour de Michael Myers (1988)                                        | Halloween 4 : Le Retour de Michael Myers (1988)                                        | Halloween 4 : Le Retour de Michael Myers (1988)                                        | Halloween 4 : Le Retour de Michael Myers (1988)                                        | Halloween 4 : Le Retour de Michael Myers (1988)                                                              | Halloween 4 : Le Retour de Michael Myers (1988)                                                              | | | Halloween, 20 ans après (1998)                                                                               | Halloween, 20 ans après (1998)                                                                               | Halloween, 20 ans après (1998)                          | Halloween, 20 ans après (1998)                          | Halloween, 20 ans après (1998)                          | Halloween, 20 ans après (1998)                          |  |  | Halloween Kills (2021) | Halloween Kills (2021) | Halloween Kills (2021) | Halloween Kills (2021) | Halloween Kills (2021) | Halloween Kills (2021) |  |  |  |  |  |  |  |  |  |  |  |  |  |  |  |  |
| Halloween 4 : Le Retour de Michael Myers (1988)                                        | Halloween 4 : Le Retour de Michael Myers (1988)                                        | Halloween 4 : Le Retour de Michael Myers (1988)                                        | Halloween 4 : Le Retour de Michael Myers (1988)                                        | Halloween 4 : Le Retour de Michael Myers (1988)                                                              | Halloween 4 : Le Retour de Michael Myers (1988)                                                              | | | Halloween, 20 ans après (1998)                                                                               | Halloween, 20 ans après (1998)                                                                               | Halloween, 20 ans après (1998)                          | Halloween, 20 ans après (1998)                          | Halloween, 20 ans après (1998)                          | Halloween, 20 ans après (1998)                          |  |  | Halloween Kills (2021) | Halloween Kills (2021) | Halloween Kills (2021) | Halloween Kills (2021) | Halloween Kills (2021) | Halloween Kills (2021) |  |  |  |  |  |  |  |  |  |  |  |  |  |  |  |  |
| Halloween 5 : La Revanche de Michael Myers (1989)                                      | Halloween 5 : La Revanche de Michael Myers (1989)                                      | Halloween 5 : La Revanche de Michael Myers (1989)                                      | Halloween 5 : La Revanche de Michael Myers (1989)                                      | Halloween 5 : La Revanche de Michael Myers (1989)                                                            | Halloween 5 : La Revanche de Michael Myers (1989)                                                            | | | Halloween : Resurrection (2002)                                                                              | Halloween : Resurrection (2002)                                                                              | Halloween : Resurrection (2002)                         | Halloween : Resurrection (2002)                         | Halloween : Resurrection (2002)                         | Halloween : Resurrection (2002)                         |  |  | Halloween Ends (2022) | Halloween Ends (2022) | Halloween Ends (2022) | Halloween Ends (2022) | Halloween Ends (2022) | Halloween Ends (2022) |  |  |  |  |  |  |  |  |  |  |  |  |  |  |  |  |
| Halloween 5 : La Revanche de Michael Myers (1989)                                      | Halloween 5 : La Revanche de Michael Myers (1989)                                      | Halloween 5 : La Revanche de Michael Myers (1989)                                      | Halloween 5 : La Revanche de Michael Myers (1989)                                      | Halloween 5 : La Revanche de Michael Myers (1989)                                                            | Halloween 5 : La Revanche de Michael Myers (1989)                                                            | | | Halloween : Resurrection (2002)                                                                              | Halloween : Resurrection (2002)                                                                              | Halloween : Resurrection (2002)                         | Halloween : Resurrection (2002)                         | Halloween : Resurrection (2002)                         | Halloween : Resurrection (2002)                         |  |  | Halloween Ends (2022) | Halloween Ends (2022) | Halloween Ends (2022) | Halloween Ends (2022) | Halloween Ends (2022) | Halloween Ends (2022) |  |  |  |  |  |  |  |  |  |  |  |  |  |  |  |  |
| Halloween 6 : La Malédiction de Michael Myers (1995)                                   |                                                                                        |                                                                                        |                                                                                        | | | | | | |                                                         |                                                         |                                                         |                                                         |  |  | | | | | | |  |  |  |  |  |  |  |  |  |  |  |  |  |  |  |  |

| Version de Rob Zombie | Version de Rob Zombie | Version de Rob Zombie | Version de Rob Zombie | Version de Rob Zombie | Version de Rob Zombie |  |  |  |  |  |  |  |  |  |  |  |  |  |  | Film indépendant                        | Film indépendant                        | Film indépendant                        | Film indépendant                        | Film indépendant                        | Film indépendant                        |  |  |  |  |  |  |  |  |
| Version de Rob Zombie | Version de Rob Zombie | Version de Rob Zombie | Version de Rob Zombie | Version de Rob Zombie | Version de Rob Zombie |  |  |  |  |  |  |  |  |  |  |  |  |  |  | Film indépendant                        | Film indépendant                        | Film indépendant                        | Film indépendant                        | Film indépendant                        | Film indépendant                        |  |  |  |  |  |  |  |  |
| Halloween (2007)      | Halloween (2007)      | Halloween (2007)      | Halloween (2007)      | Halloween (2007)      | Halloween (2007)      |  |  |  |  |  |  |  |  |  |  |  |  |  |  | Halloween 3 : Le Sang du sorcier (1982) | Halloween 3 : Le Sang du sorcier (1982) | Halloween 3 : Le Sang du sorcier (1982) | Halloween 3 : Le Sang du sorcier (1982) | Halloween 3 : Le Sang du sorcier (1982) | Halloween 3 : Le Sang du sorcier (1982) |  |  |  |  |  |  |  |  |
| Halloween (2007)      | Halloween (2007)      | Halloween (2007)      | Halloween (2007)      | Halloween (2007)      | Halloween (2007)      |  |  |  |  |  |  |  |  |  |  |  |  |  |  | Halloween 3 : Le Sang du sorcier (1982) | Halloween 3 : Le Sang du sorcier (1982) | Halloween 3 : Le Sang du sorcier (1982) | Halloween 3 : Le Sang du sorcier (1982) | Halloween 3 : Le Sang du sorcier (1982) | Halloween 3 : Le Sang du sorcier (1982) |  |  |  |  |  |  |  |  |
| Halloween 2 (2009)    |                       |                       |                       |                       |                       |  |  |  |  |  |  |  |  |  |  |  |  |  |  |                                         |                                         |                                         |                                         |                                         |                                         |  |  |  |  |  |  |  |  |

## Distribution

### Films originaux
| Personnages              | Halloween (1978) | Halloween 2 (1981)              | Halloween 3 (1982) | Halloween 4 (1988)                | Halloween 5 (1989) | Halloween 6 (1995)                        | Halloween, 20 ans après (1998) | Halloween : Resurrection (2002) | Halloween (2018)    | Halloween Kills (2021) | Halloween Ends (2022) |
| ------------------------ | ---------------- | ------------------------------- | ------------------ | --------------------------------- | ------------------ | ----------------------------------------- | ------------------------------ | ------------------------------- | ------------------- | ---------------------- | --------------------- |
| Michael Myers            | Nick Castle      | Dick Warlock                    |                    | George P. Wilbur                  | Don Shanks         | George P. Wilbur                          | Chris Durand                   | Brad Loree                      | James Jude Courtney | James Jude Courtney    | James Jude Courtney   |
| Michael Myers            | Tony Moran       | Tony Moran (image d'archive)    |                    | Tom Morga (pour certaines scènes) | Don Shanks         | A. Michael Lerner (scènes additionnelles) | Chris Durand                   | Brad Loree                      | Nick Castle (caméo) | Nick Castle (caméo)    | Nick Castle (caméo)   |
| Michael Myers (enfant)   | Will Sandin      | Adam Gunn                       |                    | Erik Preston                      |                    |                                           |                                |                                 |                     |                        |                       |
| Dr Sam Loomis            | Donald Pleasence | Donald Pleasence                |                    | Donald Pleasence                  | Donald Pleasence   | Donald Pleasence                          |                                |                                 |                     |                        |                       |
| Laurie Strode            | Jamie Lee Curtis | Jamie Lee Curtis                |                    |                                   |                    |                                           | Jamie Lee Curtis               | Jamie Lee Curtis                | Jamie Lee Curtis    | Jamie Lee Curtis       | Jamie Lee Curtis      |
| Marion Chambers          | Nancy Stephens   | Nancy Stephens                  |                    |                                   |                    |                                           | Nancy Stephens                 |                                 |                     | Nancy Stephens         |                       |
| Leigh Brackett           | Charles Cyphers  | Charles Cyphers                 |                    |                                   |                    |                                           |                                |                                 |                     | Charles Cyphers        |                       |
| Lindsey Wallace          | Kyle Richards    | Kyle Richards (image d'archive) |                    | Leslie L. Rohland                 |                    |                                           |                                |                                 |                     | Kyle Richards          | Kyle Richards         |
| Tommy Doyle              | Brian Andrews    | Brian Andrews (image d'archive) |                    |                                   |                    | Paul Rudd                                 |                                |                                 |                     | Anthony Michael Hall   |                       |
| Annie Brackett           | Nancy Kyes       | Nancy Kyes                      |                    |                                   |                    |                                           |                                |                                 |                     |                        |                       |
| Jamie Lloyd              |                  |                                 |                    | Danielle Harris                   | Danielle Harris    | J. C. Brandy                              |                                |                                 |                     |                        |                       |
| Rachel Carruthers        |                  |                                 |                    | Ellie Cornell                     | Ellie Cornell      |                                           |                                |                                 |                     |                        |                       |
| Ben Meeker               |                  |                                 |                    | Beau Starr                        | Beau Starr         |                                           |                                |                                 |                     |                        |                       |
| Terrence Wynn            | Robert Phalen    |                                 |                    |                                   | Don Shanks         | Mitch Ryan                                |                                |                                 |                     |                        |                       |
| Daniel Challis           |                  |                                 | Tom Atkins         |                                   |                    |                                           |                                |                                 |                     |                        |                       |
| Ellie Grimbridge         |                  |                                 | Stacey Nelkin      |                                   |                    |                                           |                                |                                 |                     |                        |                       |
| Conal Cochran            |                  |                                 | Dan O'Herlihy      |                                   |                    |                                           |                                |                                 |                     |                        |                       |
| Kara Strode              |                  |                                 |                    |                                   |                    | Marianne Hagan                            |                                |                                 |                     |                        |                       |
| Danny Strode             |                  |                                 |                    |                                   |                    | Devin Gardner                             |                                |                                 |                     |                        |                       |
| John Tate                |                  |                                 |                    |                                   |                    |                                           | Josh Hartnett                  |                                 |                     |                        |                       |
| Karen Strode             |                  |                                 |                    |                                   |                    |                                           |                                |                                 | Judy Greer          | Judy Greer             |                       |
| Allyson Strode           |                  |                                 |                    |                                   |                    |                                           |                                |                                 | Andi Matichak       | Andi Matichak          | Andi Matichak         |
| Lonnie Elam              | Brent LePage     |                                 |                    |                                   |                    |                                           |                                |                                 |                     | Robert Longstreet      |                       |
| Cameron Elam             |                  |                                 |                    |                                   |                    |                                           |                                |                                 | Dylan Arnold        | Dylan Arnold           |                       |
| L'officier Frank Hawkins |                  |                                 |                    |                                   |                    |                                           |                                |                                 | Will Patton         | Will Patton            |                       |

### Remake
| Personnages            | Halloween (2007)     | Halloween 2 (2009)   |
| ---------------------- | -------------------- | -------------------- |
| Michael Myers          | Tyler Mane           | Tyler Mane           |
| Michael Myers (enfant) | Daeg Faerch          | Chase Wright Vanek   |
| Sam Loomis             | Malcolm McDowell     | Malcolm McDowell     |
| Laurie Strode          | Scout Taylor-Compton | Scout Taylor-Compton |
| Annie Brackett         | Danielle Harris      | Danielle Harris      |
| Leigh Brackett         | Brad Dourif          | Brad Dourif          |
| Deborah Myers          | Sheri Moon Zombie    | Sheri Moon Zombie    |
| Lynda Van Der Clok     | Kristina Klebe       |                      |
| Judith Myers           | Hanna Hall           |                      |
| Ronnie White           | William Forsythe     |                      |
| Tommy Doyle            | Skyler Gisondo       |                      |
| Nancy McDonald         |                      | Mary Birdsong        |
| Mya Rockwell           |                      | Brea Grant           |
| Harley David           |                      | Angela Trimbur       |
| Barbara Collier        |                      | Margot Kidder        |

## Produits dérivés

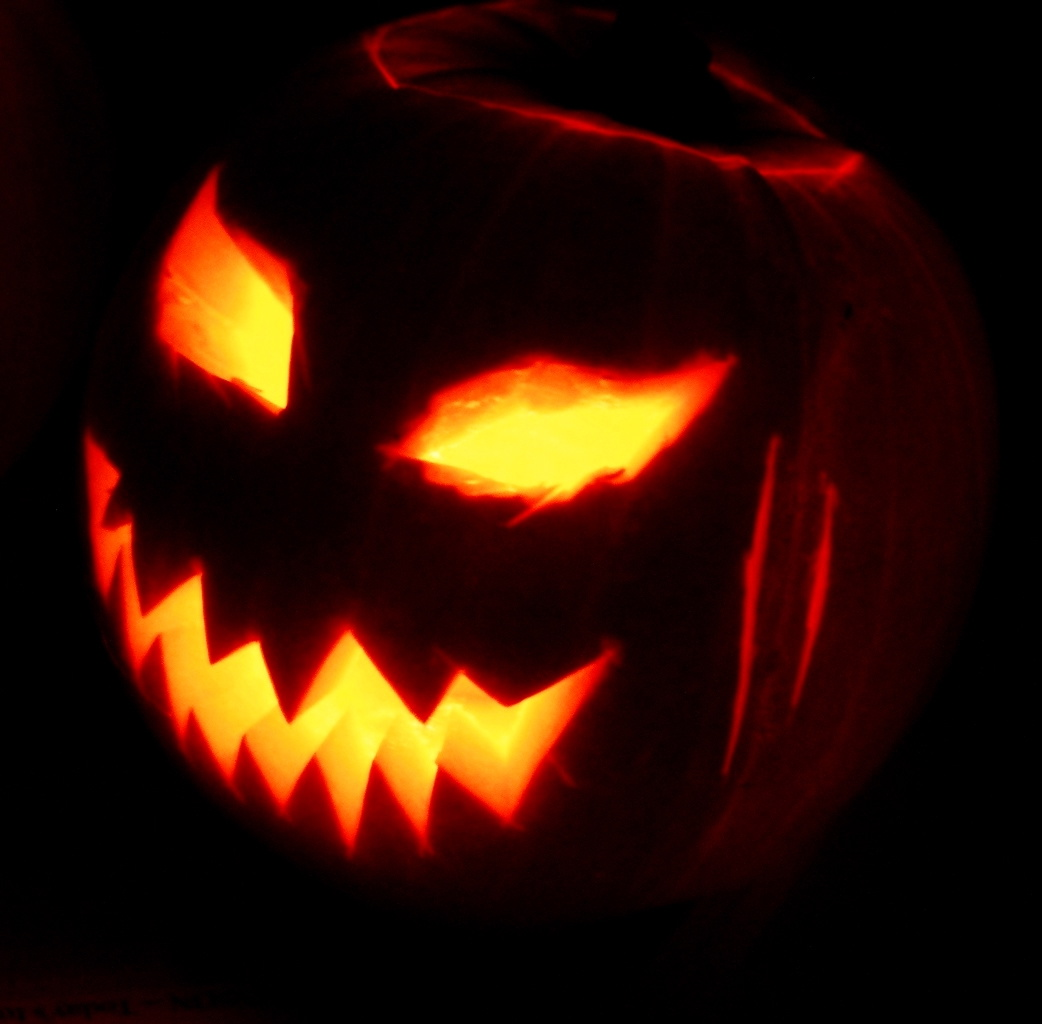
Jack-o'-lantern, personnage emblématique de la fête d'Halloween.

Depuis 1979, la franchise Halloween se décline en de nombreux produits dérivés. Le premier film, Halloween : La Nuit des masques, connait une novélisation écrite par Curtis Richards. Halloween 2 connait aussi une novélisation écrite, quant à elle, par l'écrivain Dennis Etchison sous le pseudonyme de Jack Martin. Le livre devient un best-seller. Etchison signe aussi, l'année suivante, la novélisation d'Halloween 3 : Le Sang du sorcier. Halloween 4 : Le Retour de Michael Myers est à son tour adapté en roman, écrit par Nicholas Grabowsky en 1988. Depuis 1988, aucun film de la franchise n'a bénéficié d'une novélisation, jusqu'en 2018 avec le nouveau film réalisé par David Gordon Green, dont la novélisation écrite par John Passarella est prévue pour sortir quelques jours après la sortie du film.
Pour la promotion d'Halloween 3 : Le Sang du sorcier, les producteurs font appel à Don Post afin de produire en masse des masques de crânes, de sorcières et de citrouilles, fabriqués à partir des moules d'origines. Les masques sont vendus pour vingt-cinq dollars dans les magasins.
En 1983, Halloween : La Nuit des masques est adapté en jeu vidéo  sur Atari 2600. Dans ce jeu, nommé Halloween, aucun des noms des personnages du film ne sont indiqués. Le joueur prend le rôle d'une jeune gardienne d'enfants. Le jeu connait un très faible succès. En 2016, les développeurs du jeu vidéo Dead by Daylight annoncent la sortie d'un contenu téléchargeable avec les personnages de Michael Myers et de Laurie Strode ainsi qu'une nouvelle carte de la ville d'Haddonfield. Le tueur au masque revient en 2024 dans une compilation de jeux au style rétro  old school 2D en pixel art, par le studio Retrorealms games, regroupant donc le jeu Halloween nous mettant aux commandes de Michael Myers ainsi que le jeu Ash VS Evil Dead avec cette fois ci Bruce Campbell dans le rôle de Ash Williams.
De nombreuses figurines, statuettes, poupées, maquettes sont produites depuis quarante ans par de nombreux fabricants, notamment par McFarlane Toys, Sideshow Collectibles, NECA, Mezco Toys ou encore Funko. Le studio spécialisé dans la fabrication de masques Trick or Treat Studios obtient les droits pour produire des masques sous licence officielle de la plupart des films de la série.
Une série de romans est également parue entre 1997 et 1998, écrite par Kelly O'Rourke. Constituée de trois tomes (The Scream Factory, The Old Myers Place et The Mad House), cette trilogie littéraire s'inspire des événements des films et met en scène Michael Myers dans de nouvelles traques meurtrières.
La franchise Halloween se décline également sous forme de comics. La première série est composée de trois numéros et est écrite par Phil Nutman et Daniel Farrands, le scénariste d'Halloween 6 : La Malédiction de Michael Myers. La série se concentre sur le personnage de Tommy Doyle. Halloween: One Good Scare voit ensuite le jour, écrit par Stefan Hutchinson et dessiné par Peter Fielding. L'histoire se base sur le personnage de Lindsey Wallace Hutchinson écrit ensuite Halloween: Autopsis, dont l'histoire se porte sur un jeune photographe qui travaille sur l'affaire Michael Myers. Hutchinson poursuit ensuite avec la mini-série de quatre numéros Halloween: Nightdance, en 2007. Les quatre numéros se situent chronologiquement dans plusieurs périodes de la série. Un album de cinq histoires sort également en 2008 pour le 30e anniversaire de la franchise et se nomme Halloween: 30 Years of Terror Hutchinson travaille ensuite sur une nouvelle série, Halloween: The First Death of Laurie Strode, dont l'histoire tente de combler le vide entre les films Halloween 2 et Halloween, 20 ans après.
Deux nouvelles sont aussi disponibles en téléchargement sur le site officiel, en 2008. La première, nommée  Halloween: Sam, est écrite par Stefan Hutchinson et révèle le terrible destin du docteur Loomis avant les événements d'Halloween, 20 ans après. La deuxième, Halloween: White Ghost, est écrite par Greg Mitchell et raconte l'histoire de l'homme tué par Myers avant de lui voler sa combinaison dans La Nuit des masques.
Les films de la série connaissent également de nombreuses éditions en VHS, Laserdisc, DVD et Blu-ray Disc. Le coffret intégrale, sorti en 2014 par Scream Factory/Anchor Bay et qui réunit pour la première fois les dix films de la série, obtient le Saturn Award de la meilleure collection DVD.

## Box-office
| Film                                          | Année | Budget ($)  | Box office     | Box office         | Box office  | Box office     | Référence |
| Film                                          | Année | Budget ($)  | États-Unis ($) | Reste du monde ($) | Mondial ($) | Entrées France | Référence |
| Halloween : La Nuit des masques               | 1978  | 325 000     | 47 000 000     | 23 000 000         | 70 000 000  | 283 934        | ,         |
| Halloween 2                                   | 1981  | 2 500 000   | 25 533 818     | -                  | 25 533 818  | 202 154        | ,         |
| Halloween 3 : Le Sang du sorcier              | 1982  | 2 500 000   | 14 400 000     | -                  | 14 400 000  | 120 982        | ,         |
| Halloween 4 : Le Retour de Michael Myers      | 1988  | 5 000 000   | 17 768 757     | -                  | 17 768 757  | 46 850         | ,         |
| Halloween 5 : La Revanche de Michael Myers    | 1989  | 5 000 000   | 11 642 254     | -                  | 11 642 254  | 1 913          | ,         |
| Halloween 6 : La Malédiction de Michael Myers | 1995  | 5 000 000   | 15 116 634     | -                  | 15 116 634  | -              | [ 27 ]    |
| Halloween, 20 ans après                       | 1998  | 17 000 000  | 55 041 738     | 17 958 262         | 73 000 000  | 450 450        | ,         |
| Halloween : Resurrection                      | 2002  | 13 000 000  | 30 354 442     | 7 310 413          | 37 664 855  | 108 189        | ,         |
| Halloween                                     | 2007  | 15 000 000  | 58 272 029     | 22 188 919         | 80 460 948  | 79 631         | ,         |
| Halloween 2                                   | 2009  | 15 000 000  | 33 392 973     | 6 028 494          | 39 421 467  | -              | [ 63 ]    |
| Halloween                                     | 2018  | 10 000 000  | 159 342 015    | 96 272 926         | 255 614 941 | 843 769        | ,         |
| Halloween Kills                               | 2021  | 20 000 000  | 92 002 155     | 39 645 000         | 131 647 155 | 391 897        | ,         |
| Halloween Ends                                | 2022  | 33 000 000  | 64 079 860     | 40 107 000         | 104 186 860 | 486 042        | ,         |
| TOTAUX                                        |       | 143 325 000 | 623 946 675    | 252 511 014        | 876 457 689 | 3 015 811      |           |